# Ezra Fleischer
Ezra Fleischer (en hebreo: עזרא פליישר‎); (Timișoara, Reino de Rumania, 7 de agosto de 1928 - Jerusalén, Israel, 25 de julio de 2006) fue un poeta y filólogo israelí.

## Biografía
Fleischer nació en 1928 en Timișoara, en la región histórica de Banat, en el oeste de Rumanía, siendo el segundo de tres hijos de Judah Loeb Fleischer, fundador en 1918 de la escuela primaria judía de la ciudad, de la cual también fue su director; además fue profesor de hebreo en la escuela secundaria judía allí.
Después de la Segunda Guerra Mundial, Fleischer participó activamente en el movimiento sionista Bnei Akiva en Rumania, motivo por el cual fue encarcelado. Mientras estaba en prisión, escribió un poema épico hebreo, “Massa Gog”, en el que predijo la caída del comunismo. El poema fue sacado de contrabando de Rumania y publicado en Israel, bajo un seudónimo, donde causó una especie de "sensación literaria". Siguieron más libros de poesía en Rumania, todos bajo un seudónimo.
En 1960, Fleischer emigró a Israel, donde realizó estudios sobre la literatura hebrea medieval. Recibió un doctorado de la Universidad Hebrea de Jerusalén, donde también enseñó posteriormente hasta 1997.
También fue director del Instituto de Investigación Geniza de Poesía Hebrea de la Academia de Ciencias y Humanidades de Israel. Más adelante, su alumno Shulamit Elizur lo reemplazó en este puesto.
Su obra publicada, la mayor parte sobre poesía y oración, cubre una amplia gama de la vida judía antigua y medieval desde Andalucía y Ámsterdam hasta Siria y El Cairo. También escribió extensamente sobre el encuentro del judaísmo con el Islam y el cristianismo. Al comienzo de su carrera en 1966, Fleischer publicó una crítica completa y profunda del libro de Menahem Zulai, La escuela paytanica de Rav Saadia Gaon, en la que Zulai había reunido y resumido su investigación sobre el rabino Saadia Gaon.
Según el profesor Yosef Tobi, Fleischer descubrió ocasionalmente que existe una influencia directa de Saadia en las obras españolas, como la integración de ideas filosóficas en los poemas litúrgicos compuestos por Yosef ben Abitur y Solomon ibn Gabirol, la estructura del español azharot y keter malkhut de Ibn Gabirol, la asignación del verso bíblico como modelo lingüístico en la poesía y el esquema de rima cruzada (ABAB). Sin embargo, en todas estas  afirmaciones asertivas subsiste todavía cierta ambivalencia e incertidumbre, ya que Fleischer se cuida de señalar que “la poesía secular hebrea de España no es una continuación de la poesía secular prehispánica, sino una nueva formación en términos de sus virtudes y carácter: fiel reflejo, en principio, de la poesía profana árabe”.

## Premios
- En 1959, Fleischer recibió el Premio Israel de Literatura,[9] principalmente por su poema “Massa Gog”.
- En 1986, Fleischer recibió el Premio Bialik de Pensamiento judío.[10]
- En 1992, fue galardonado con el Premio Rothschild, de Estudios judaicos.

## Festschriften[11]
- Volumen conmemorativo de Ezra Fleischer, ed. Shulamit Elizur [=Kobez Al Yad, vol. 25 (XXXV)] (Jerusalén: Mekizei Nirdamim, 2017; hebreo)
- En memoria de Ezra Fleischer, ed. Mordechai Akiva Friedman (Jerusalén: Academia de Ciencias y Humanidades de Israel, 2010; hebreo)
- Knesset Ezra: Literatura y vida en la sinagoga - Estudios presentados a Ezra Fleischer, eds. Shulamit Elizur, Moshe David Herr, Gershon Shaked y Avigdor Shinan (Jerusalén: Ben-Zvi, 1994; hebreo)

## Otras lecturas
- Hoffman, Adina & Cole, Peter (2011). «Sacred Trash: The Lost and Found World of the Cairo Geniza» [Basura Sagrada: El mundo perdido y encontrado de la Geniza del Cairo]. Goodreads (en inglés). Consultado el 22 de junio de 2023.